# Saint-Germain-de-Lusignan
För andra betydelser, se Saint-Germain.
Saint-Germain-de-Lusignan är en kommun i departementet Charente-Maritime i regionen Nouvelle-Aquitaine i västra Frankrike. Kommunen ligger  i kantonen Jonzac som ligger i arrondissementet Jonzac. År 2022 hade Saint-Germain-de-Lusignan 1 298 invånare.

## Befolkningsutveckling
Antalet invånare i kommunen Saint-Germain-de-Lusignan
Referens:INSEE